# Gotytom Gebreslase
Gotytom Gebreslase (15 gennaio 1995) è una maratoneta e mezzofondista etiope, campionessa mondiale della maratona a Oregon 2022.

## Biografia
Il 26 settembre 2021, al suo debutto nella maratona, vince la Maratona di Berlino con il tempo di 2h20'09".
Il 6 marzo 2022 arriva terza nella Maratona di Tokyo, vinta dalla kenyota Brigid Kosgei, con il tempo di 2h18'18".
Il 18 luglio 2022 vince la Maratona nei Campionati del mondo di atletica leggera, stabilendo il nuovo record dei campionati mondiali con il tempo di 2h18'11", abbassando di più due minuti il precedente primato (2h20'57") stabilito da Paula Radcliffe 17 anni prima nei Campionati del mondo di atletica leggera del 2005.
Il 6 novembre 2002 arriva terza nella Maratona di New York, con il tempo di 2h23'39".
Il 18 febbraio 2023 arriva seconda nella mezza maratona Ras Al Khaimah, negli Emirati Arabi Uniti, vinta dalla kenyota Hellen Obiri, con il tempo di 1h05'51".
Il 26 agosto 2023 arriva seconda nella Maratona nei Campionati del mondo di atletica leggera di Budapest, preceduta dalla connazionale Amane Shankule, con il tempo di 2h24'34".
Il 10 marzo 2024 partecipa alla maratona di Nagoya nel tentativo di ottenere la qualificazione per le Olimpiadi di Parigi 2024. E' costretta al ritiro a 6 km dalla fine, mentre era in testa alla gara, per problemi fisici.
Il 28 aprile 2024 arriva terza alla maratona di Amburgo, con il tempo di 2h21'19", ottenendo la qualificazione per le Olimpiadi di Parigi 2024.
Il 26 maggio 2024 vince la Great Manchester Run 10Km con il tempo di 30'32". 

## Palmarès
| Anno | Manifestazione     | Sede        | Evento       | Risultato | Prestazione | Note                                                  |
| ---- | ------------------ | ----------- | ------------ | --------- | ----------- | ----------------------------------------------------- |
| 2011 | Mondiali allievi   | Lille       | 3000 m piani | Oro       | 8'56"36     | Miglior prestazione personale                         |
| 2011 | Giochi Panafricani | Brazzaville | 5000 m piani | 6ª        | 15'49"90    |                                                       |
| 2012 | Africani           | Porto Novo  | 5000 m piani | Bronzo    | 15'53"34    |                                                       |
| 2013 | Mondiali di cross  | Bydgoszcz   | Corsa U20    | 12ª       | 18'44"      |                                                       |
| 2013 | Mondiali di cross  | Bydgoszcz   | A squadre    | Argento   | 23 p.       |                                                       |
| 2015 | Giochi Panafricani | Brazzaville | 5000 m piani | 4ª        | 15'42"44    |                                                       |
| 2022 | Mondiali           | Eugene      | Maratona     | Oro       | 2h18'11"    | Record dei campionati · Miglior prestazione personale |
| 2023 | Mondiali           | Budapest    | Maratona     | Argento   | 2h24'34"    | Miglior prestazione personale stagionale              |

### World Marathon Majors
| Anno | Manifestazione       | Sede     | Evento   | Risultato | Prestazione | Note                          |
| ---- | -------------------- | -------- | -------- | --------- | ----------- | ----------------------------- |
| 2021 | Maratona di Berlino  | Berlino  | Maratona | Oro       | 2h20'09"    |                               |
| 2022 | Maratona di Tokyo    | Tokyo    | Maratona | Bronzo    | 2h18'18"    | Miglior prestazione personale |
| 2022 | Maratona di New York | New York | Maratona | Bronzo    | 2h23'39"    |                               |

## Campionati nazionali
2011
- 8ª ai campionati etiopi, 10000 m piani - 33'52"15
- Argento ai campionati etiopi, 5000 m piani - 16'09"9

## Altre competizioni internazionali
2012
- Argento al New Balance Indoor Grand Prix ( Boston), 3000m - 8'46"01
- 12ª al Doha Diamond League ( Doha), 3000 m piani - 9'00"97
- 8ª al New York Grand Prix ( New York), 5000 m piani - 14'46"89

2013
- 13ª allo Shanghai Golden Grand Prix ( Shanghai), 5000 m piani - 15'11"12
- 13ª ai Bislett Games ( Oslo), 5000 m piani - 15'24"11
- 4ª al Meeting international di Liegi ( Liegi), 5000 m piani - 15'30"04

2014
- 4ª al New Balance Indoor Grand Prix ( Boston), 2 Miglia - 9'49"08
- 6ª al Carlsbad 5000 ( Carlsbad), 5 Km - 15'37"
- 5ª alla Boston 5K ( Boston), 5 Km - 15'17"
- 10ª alla Boston 10K ( Boston), 10 Km - 32'30"

2015
- 4ª al New Balance Indoor Grand Prix ( Boston), 2 Miglia - 9'31"41
- Bronzo ai New York Millrose Games ( New York), 3000 m indoor - 8'45"05
- 5ª al British Athletics Grand Prix ( Birmingham), 3000 m indoor - 8'53"97

2016
- 13ª al Golden Gala ( Roma), 5000 m piani - 15'00"21
- Oro alla Marseille 10 km ( Marsiglia), 10 Km - 32'14"

2017
- 14ª al Prefontaine Classic ( Eugene), 5000 m piani - 15'15"82
- Oro alla Shelter Island 10K ( Shelter Island), 10 Km - 32'07"
- 6ª alla Boilermaker Road Race ( Utica (New York)), 15 Km - 49'56"
- Argento alla Pittsburgh 10M ( Pittsburgh), 10 Miglia - 52'16"
- Oro alla Philadelphia 8 km ( Filadelfia), 8 Km - 25'09"
- Oro alla San José 5 km ( San Jose), 5 Km - 15'38"

2018
- Oro alla Cooper River Bridge Run ( Charleston (Carolina del Sud)), 10 Km - 32'19"
- 4ª alla Boston 5K ( Boston), 5 Km - 15'27"
- Argento alla Mezza maratona di Boston ( Boston) - 1h09'39"
- Argento alla Pittsburgh 10M ( Pittsburgh), 10 Miglia - 53'05"

2019
- Argento alla Boston 5K ( Boston) - 15'35"
- 5ª alla Mezza maratona di Gifu ( Gifu) - 1h10'16"
- Argento alla Mezza maratona di Boston ( Boston) - 1h08'58"

2020
- 4ª alla Mezza maratona di Houston ( Houston) - 1h08'19"

2021
- Oro alla Maratona di Berlino ( Berlino) - 2h20'09"
- Oro alla Bahrain Night Half Marathon ( Bahrain) - 1h05'36"

2022
- Bronzo alla Maratona di Tokyo ( Tokyo) - 2h18'18"
- Bronzo alla Maratona di New York ( New York) - 2h23'39"
- Bronzo alla Mezza maratona di Lisbona ( Lisbona) - 1h07'11"

2023
- 10ª alla Maratona di Boston ( Boston) - 2h24'34"
- Argento alla Ras Al Khaimah Half Marathon ( Emirati Arabi Uniti) - 1h05'51"
- 4ª alla Mezza maratona di Valencia ( Valencia) - 1h06'12"
- Oro alla Course de l'Escalade 7,3Km ( Ginevra) - 23'24"

2024
- Bronzo alla Maratona di Amburgo ( Amburgo) - 2h21'19"
- Oro alla Great Manchester Run 10Km ( Manchester) - 30'32"
- Bronzo alla Maratona di Sydney ( Sydney) - 2h24'17"

2025
- 5ª alla Mezza maratona di Hong Kong ( Hong Kong) - 1h08'54"
- 7ª alla Maratona di Tokyo ( Tokyo) - 2h20'25"
- Argento alla Mezza maratona di Gifu ( Gifu) - 1h08'29"